# Gartenrotschwanz
Der Gartenrotschwanz (Phoenicurus phoenicurus) ist eine Vogelart der Gattung Rotschwänze (Phoenicurus) aus der Familie Fliegenschnäpper (Muscicapidae), früher wurde die Gattung mit anderen schmätzerähnlichen Arten zu den Drosseln (Turdidae) gezählt. Er besiedelt Eurasien ostwärts bis zum Baikalsee sowie Teile Nordafrikas und des Nahen Ostens. Als Höhlen- und Halbhöhlenbrüter bewohnt er vorwiegend lichte Laubwälder, Parkanlagen und Gärten mit altem Baumbestand. Er ist ein Transsaharazieher, der sich schon im Spätsommer auf den Weg in die Winterquartiere macht. Der Gesamtbestand des Gartenrotschwanzes gilt nicht als gefährdet. Für das Jahr 2011 wurde er zum Vogel des Jahres in Deutschland und Österreich gewählt. In der Schweiz war er 2009 Vogel des Jahres.

## Beschreibung

### Aussehen

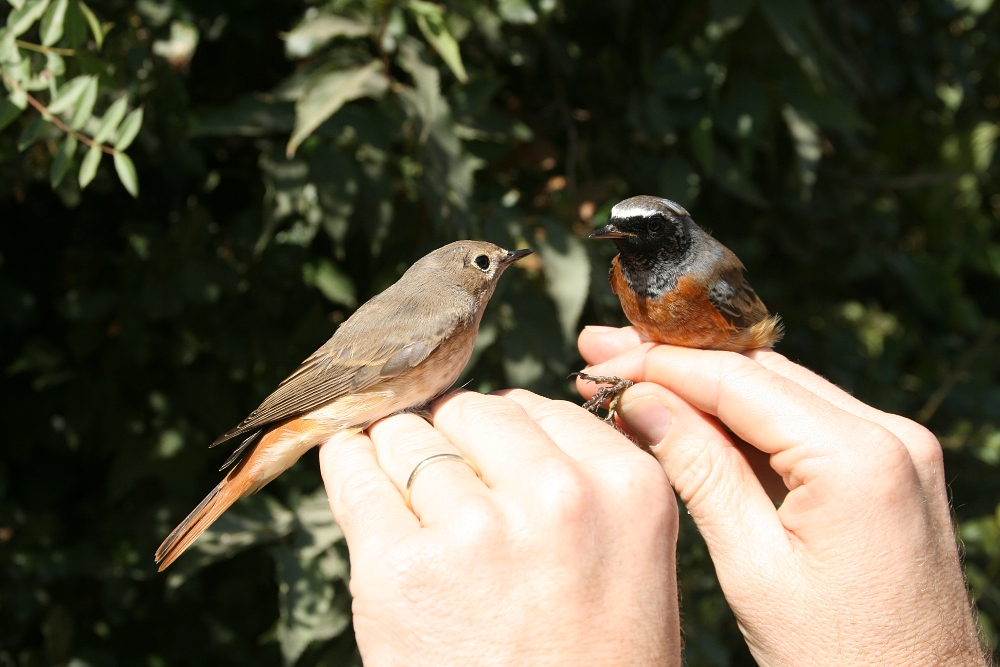
Weiblicher (links) und männlicher Gartenrotschwanz

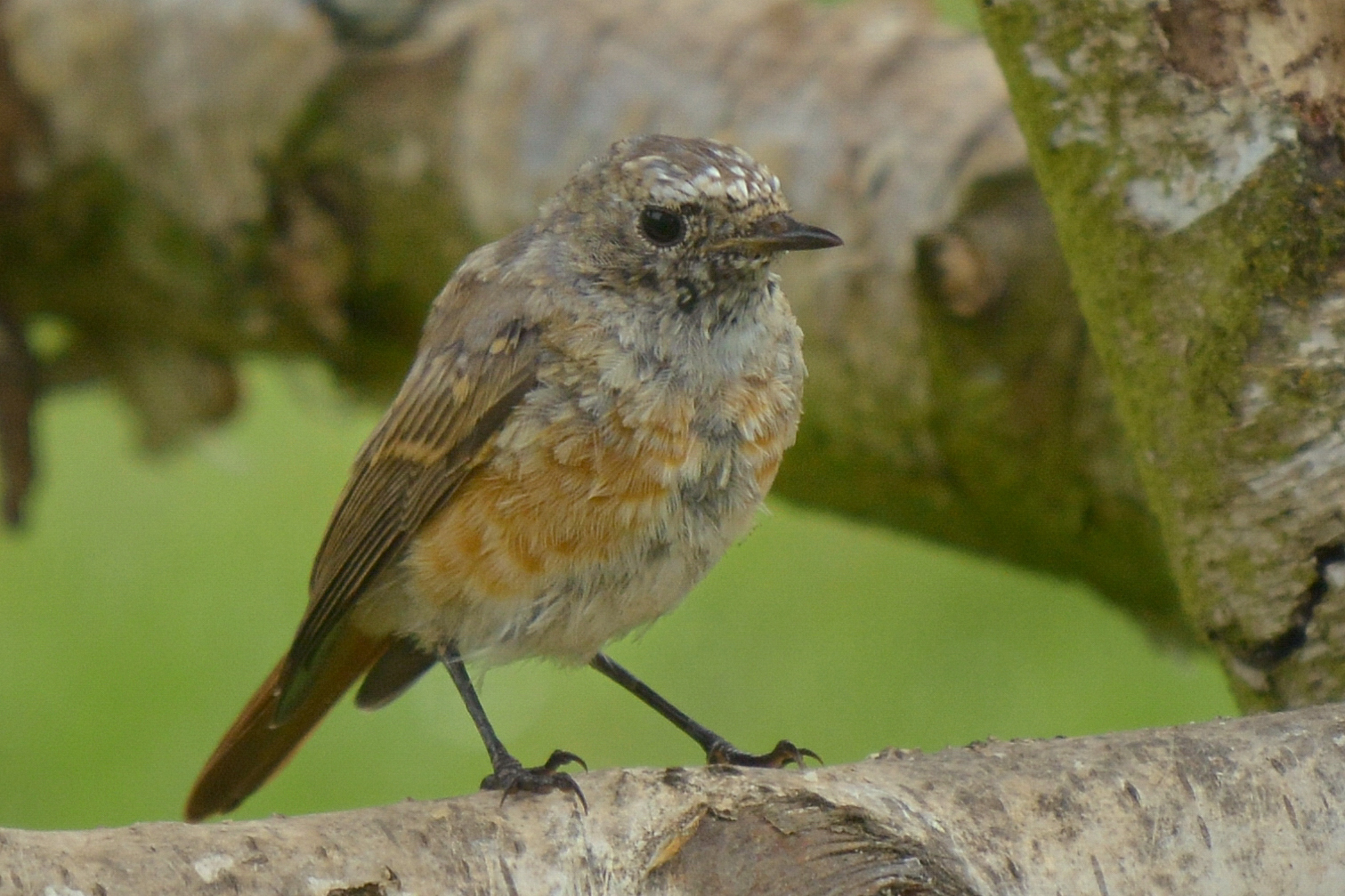
Gartenrotschwanz im Jugendkleid

Der Gartenrotschwanz ist wie der Hausrotschwanz ca. 13 bis 14,5 Zentimeter lang. Das Gewicht beträgt zwischen 12 und 20 Gramm.
Das Männchen ist auffallend kontrastreich gefärbt: Gesichtsfeld und Kehle sowie die Partie direkt über dem Schnabel sind schwarz, die Stirn sowie ein auslaufender, bis zu den Ohrdecken reichender Überaugenstreif hingegen reinweiß. Oberkopf, Nacken und Rücken sind grau. Die Brustpartie ist lebhaft rostrot gefärbt, zum weißlichen Unterbauch hin läuft sie durch breiter werdende helle Federsäume aus. Flanken und Unterschwanzdecken sind sehr viel fahler rostorange. Die Flügel sind meist bräunlich, die Decken der Flügelunterseite rostrot. Der Stoß, Bürzel und die Oberschwanzdecken sind – als namensgebendes Merkmal – ebenfalls kräftig rostrot, die Schwanzmittelfedern erd- bis dunkelbraun. Nach der Mauser ist die schwarzweiße Gesichtsmaske durch bräunliche Federsäume verdeckt und kommt erst im Frühjahr durch Gefiederabnutzung als „Prachtkleid“ zutage.
Das Weibchen ist unscheinbarer gefärbt. Die Oberseite ist bräunlich und geht auf dem unteren Rücken in die rostrote Färbung der Oberschwanzdecken über, der Schwanz ist wie beim Männchen rostrot. Die Unterseite ist heller beige mit einer – manchmal intensiv – orange überhauchten Brust, die sich deutlich von grauem bis dunkelgrauem Kinn und den Halsseiten absetzt. Die sich von der Oberseite deutlicher abhebende, ins orange spielende Unterseite ist das Hauptunterscheidungsmerkmal vom wesentlich einfarbigeren Weibchen des Hausrotschwanzes. Die Flügel sind ähnlich wie beim Männchen bräunlich gefärbt, die Unterseiten beige mit orangefarbenem Anflug. Mit zunehmendem Alter können Weibchen sich dem Männchen in der Färbung annähern und werden dann kontrastreicher. Es kann sich dann eine helle bis weiße Stirn ausbilden, die sonst graueren Partien werden dunkler, die orange überhauchten intensiver.

### Stimme
Der Gesang besteht aus recht eingängigen, in der Länge stark variierenden Strophen, die in drei, teils wiederkehrende Teile eingeteilt werden können. Die Einleitung ist wenig variabel, flötend melodisch und etwas in die Höhe gezogen, manchmal auch gebunden zweisilbig, also etwa hüit oder tü-li. Darauf folgt ein Teil aus kurzen, etwa zwei- bis viermal wiederholten Silben. Diese sind stimmloser und kratzender als die Einleitung und individuell sehr verschieden. Die letzte Silbe kann sich von den vorangegangenen unterscheiden. Der ausklingende, dritte Teil ist in Länge und Ausprägung meist sehr variabel und länger als die beiden ersten. Er besteht aus trillernden, flötenden, aber auch kratzenden oder plätschernden Lauten. Oft werden Imitationen anderer Arten eingebunden, hierbei handelt es sich oft um besonders stereotype Gesangsmuster wie den Gesang von Dorn- oder Klappergrasmücke.
Ein Gesangsbeispiel könnte – die drei Teile durch Gedankenstriche getrennt – also etwa lauten: tüli – tri-tri-ti – tri-lui-dididi-tridi. Nach einer Pause folgt dann die nächste, gleich eingeleitete Strophe. Die Pausen sind beim Nachtgesang meist etwa doppelt so lang. Bisweilen sind auch vom Weibchen kurze Gesangsmotive zu hören.
Der Lockruf ähnelt dem des Hausrotschwanzes, ist aber flötender und somit dem des Fitislaubsängers ähnlich. Manchmal wird auch ein stimmloses tek angehängt. Wie auch beim Hausrotschwanz kann dieses Element auch den schnickernden Warnruf einleiten, also etwa hüit-tick-tick oder füid-tek-tek.

### Verhalten
Der Gartenrotschwanz sitzt meist auf niedrigeren Ansitzwarten, Ästen oder kleineren Büschen und zittert dabei auffallend mit dem Schwanz. Zur Nahrungssuche fliegt er kurz auf den Boden oder fängt Insekten während eines kurzen Fluges in der Luft.

## Verbreitung

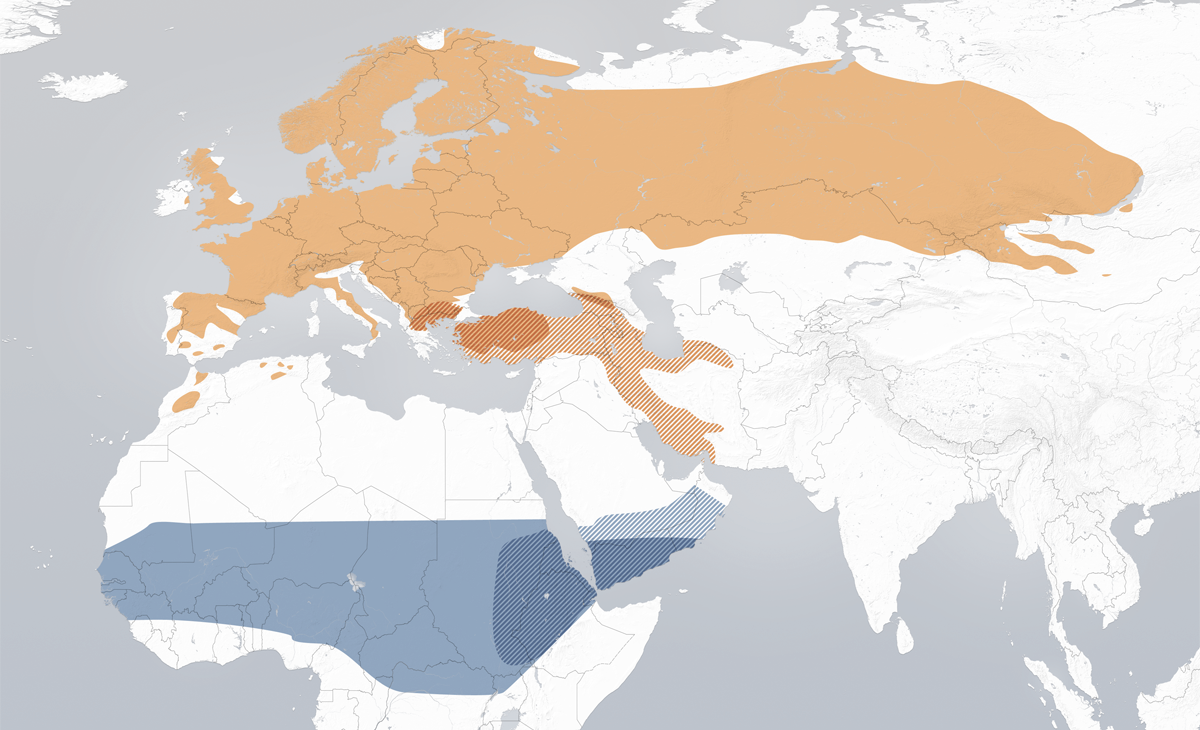
Brutverbreitung (orange) und Überwinterungsgebiete (blau) des Gartenrotschwanzes, Vollton: Ph. ph. phoenicurus, gestreift: Ph. ph. samamisicus

Die Verbreitung dieser west- und zentralpaläarktischen Art erstreckt sich über die gemäßigte Zone und reicht bis in die boreale, die mediterrane und die Steppenzone. In den südlichen Teilen des Areals beschränken sich die Vorkommen auf Gebirge.
Auf der Iberischen Halbinsel ist der Gartenrotschwanz im Norden relativ verbreitet, im Süden und Westen nur zerstreut. Zergliederte Vorkommen gibt es im Norden Afrikas. Auf den Britischen Inseln kommt er in Irland nur im äußersten Osten vor und fehlt weitgehend auf den schottischen Inseln. Ostwärts reicht die geschlossene Verbreitung bis Sibirien und dort bis zum Baikalsee. Einige kleinere Vorkommen finden sich auch noch östlich davon. Im Norden wird das Verbreitungsgebiet etwa durch die 10-°C-Juli-Isotherme begrenzt, reicht in Skandinavien etwa bis 71° N, schließt die Halbinsel Kola mit ein und reicht dann ostwärts bis zum Jenissei etwa bis 66° N. Im Süden reicht es in Italien bis Sizilien, die Art fehlt aber auf Sardinien und auf Korsika. Auf der Balkanhalbinsel sind die Vorkommen teils recht zerstreut und reichen bis in den Norden Griechenlands. Dort und in Anatolien bilden sich Mischpopulationen der Nominatform mit der südöstlichen Unterart samamisicus. Die Verbreitung der Nominatform reicht weiterhin im Süden bis zum Nordrand des Schwarzen Meeres und bis in den südwestlichen Kaukasus und entlang von etwa 50° N durch Kasachstan, dort bis zum Saur-Gebirge und weiter östlich bis zum Mongolischen Altai, in den Gobi-Altai und das Chentii-Gebirge. Die Verbreitung von samamiricus reicht von der Krim und dem Osten der Türkei bis in den Kaukasus und zum Kopet-Dag sowie im Nordosten des Irans bis zum Pamir, im Süden bis in das Zāgros-Gebirge. Ein kleines Vorkommen liegt in Syrien.

## Wanderungen
Der Gartenrotschwanz ist ein Langstreckenzieher. Die Vögel der Nominatform sind Transsaharazieher, die in einem Gebiet überwintern, das sich ziemlich genau mit den Savannen der Sudan-Zone deckt. Seltene Winternachweise gibt es auch in der Sahara oder aus Westeuropa. Die südöstliche Unterart samamiricus überwintert südwärts des Brutgebietes vorwiegend im Süden der Arabischen Halbinsel sowie in Afrika in Äthiopien und im Sudan östlich des Nils. In Eritrea kommen anscheinend zerstreut Vögel beider Unterarten nebeneinander vor.
Der Gartenrotschwanz zieht sehr früh in die Winterquartiere. Der Wegzug erfolgt ab Mitte Juli mit dem Abwandern der Jungvögel und ist meist Ende September abgeschlossen. Die Hauptzugzeit liegt in der zweiten Augusthälfte. Nachzügler werden bis in den Oktober, sehr selten noch im November festgestellt. Die meisten Vögel ziehen in Richtung Südwesten ab, so ziehen etwa südschwedische Vögel über Südwestfrankreich, Andalusien und Marokko. Der Heimzug erfolgt meist auf östlicheren Routen, im genannten Beispiel also über Algerien und die Schweiz. Der Rückzug beginnt etwa Anfang März. In den Brutgebieten treffen die frühesten Heimzieher Ende März ein, die Hauptankunftszeit liegt zwischen Mitte April und Anfang Mai.

## Geografische Variation und Hybriden
Es werden zwei Unterarten beschrieben, von denen samamisicus sich durch einen ausgeprägten weißen Flügelspiegel (bei phoenicurus höchstens andeutungsweise vorhanden) und eine matter gefärbte Oberseite der Weibchen unterscheidet. Die Nominatform phoenicurus variiert klinal in der Größe von sehr kleinen Exemplaren auf den Britischen Inseln bis zu den größten in Sibirien.
- P. p. phoenicurus (L. 1758) – Nordwestafrika und Westeuropa bis Sibirien und nördliche Mongolei
- P. p. samamisicus (Hablizl 1783) – Südbalkan, Griechenland, Krim und ostwärts bis Turkmenistan, Süd-Usbekistan und Iran

Mehrfach wurden Hybriden mit dem Hausrotschwanz festgestellt. 2013 wurde in Norwegen ein eigenartiger Vogel gefangen, der sich nach einer genetischen Untersuchung als Hybrid zwischen einem männlichen Gartenrotschwanz und einem weiblichen Braunkehlchen herausstellte. Es handelte sich um die erste Feststellung eines Hybriden zwischen zwei Gattungen aus der Familie der Fliegenschnäpper (Muscicapidae).

## Bestandsentwicklung
Die Bestände des Gartenrotschwanzes sind trotz vereinzelter regionaler Erholungen spätestens seit Beginn der 1980er Jahre stark rückläufig. Als Hauptursachen dafür werden Lebensraumzerstörungen durch Strukturwandel in den Brutgebieten sowie tiefgreifende Veränderungen in den afrikanischen Überwinterungsgebieten, wie verstärkter Pestizid- beziehungsweise Insektizideinsatz oder die folgenschwere Ausdehnung der Sahelzone, angenommen.
In Tschechien, der Schweiz und in Österreich erscheint er in den Roten Listen. Aufgrund der Gefährdung hat der Schweizer Vogelschutz den Gartenrotschwanz zum Vogel des Jahres 2009 ernannt. Zudem haben ihn der Naturschutzbund Deutschland und der Landesbund für Vogelschutz in Bayern zum Vogel des Jahres 2011 gewählt. Auch in Österreich wurde er zum Vogel des Jahres gewählt. Geschätzt wurden etwa 6.000–12.000 Brutpaare.

## Lebensraum
Der Gartenrotschwanz ist als Höhlen- und Halbhöhlenbrüter stark an alten Baumbestand gebunden und besiedelt primär lichte und trockene Laubwälder, Lichtungen oder Waldränder. Hier bewohnt er vor allem Habitate, die eine aufgelockerte Strauch- und Krautschicht aufweisen, in denen er vorwiegend seine Nahrung findet. Sein Lebensraum deckt sich oft mit dem des Trauerschnäppers, der aber eher die höhere Baumschicht als Nahrungsnische nutzt.
Häufig ist der Gartenrotschwanz auch in Siedlungsnähe anzutreffen, so in Parkanlagen mit lockerem Baumbestand, baumreichen Friedhöfen, strukturreichen Weinbergen, stark begrünten Villenvierteln oder Gartenstädten, Dorfrändern und Obstgärten, vor allem Streuobstwiesen, bisweilen auch in Industrieanlagen mit viel Grün. In Jahren mit hohen Bestandszahlen werden auch Misch- und Nadelwälder besiedelt.
In Skandinavien ist er ein typischer Brutvogel trockener, lichter und alter Kiefernwälder, besiedelt aber auch lichte Birkenwälder oder Feldgehölze in Moorlandschaften.
In höheren Lagen kommt er meist in der Nähe von Siedlungen mit altem Baumbestand vor, besiedelt aber auch naturnahe, offene Bergwälder unterhalb der Baumgrenze – beispielsweise den Arven-Lärchenwald. In Skandinavien kommt er in Höhen bis 700, in den Sudeten bis 1300 und in den Alpen bis 2000 Meter Höhe vor.

## Siedlungsdichte
Der Raumbedarf zur Brutzeit beträgt bei dieser Art etwa ein Hektar. In günstigen Habitaten wird dieser Wert auch unterschritten. Es fällt aber auf, dass sich durch Maßnahmen wie das Aufhängen von Nistkästen die Siedlungsdichte kaum steigern lässt.
Großflächig gesehen werden die höchsten Siedlungsdichten in kleinteilig strukturierten Gartenstädten, stark begrünten Wohngebieten und abwechslungsreichen Parkanlagen erreicht. Hier wurden bis zu 25 Brutpaare pro Quadratkilometer (BP/km²) festgestellt. Hohe Siedlungsdichten gab es auch in moornahem Niederungswald (10–17 BP/km²) und in parkartigen Dünenlandschaften in den Niederlanden (5,3–6,52 BP/km²). In der mitteleuropäischen Kulturlandschaft sind Dichten bis zu 2 BP/km² normal, in größeren, von naturnahen Wäldern bedeckten Gebieten, so etwa in Birkenwäldern im südlichen Lappland, können auch höhere Dichten von 5 bis 11 BP/km² typisch sein.

## Nahrung

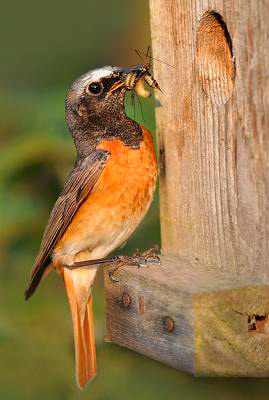
Fütterndes Männchen an der Nisthöhle

Die Nahrung wird hauptsächlich am Boden, in der unteren Strauch- und Krautschicht gesucht. Ist ein überreiches Angebot (z. B. schwärmende Insekten) in der oberen Strauch- oder Baumschicht vorhanden, wird dieses aber auch durchaus genutzt.
Sie besteht hauptsächlich aus Insekten, Spinnen und Weberknechten, einen großen Anteil machen Haut- und Zweiflügler sowie Käfer aus. Bei den Hautflüglern dominieren Ameisen, Schlupf- und Blattwespen. Wehrhafte Insekten wie Bienen und Wespen werden weitgehend gemieden. Bei den Käfern werden vor allem Imagines und bodenbewohnende Larven erbeutet. Schmetterlinge spielen vor allem als Nestlingsnahrung eine Rolle, entweder bei Gradationen oder aber – gezielt gesucht und vor allem in der ersten Hälfte der Brutzeit – als Larven. Andere Insektengruppen, aber auch Tausendfüßer, Würmer, Asseln oder Schnecken dienen vor allem der Nahrungsergänzung. Beeren und andere Früchte werden gelegentlich sowohl an Nestlinge verfüttert als auch – vor allem nach der Brutzeit – von adulten Tieren gefressen.

## Fortpflanzung

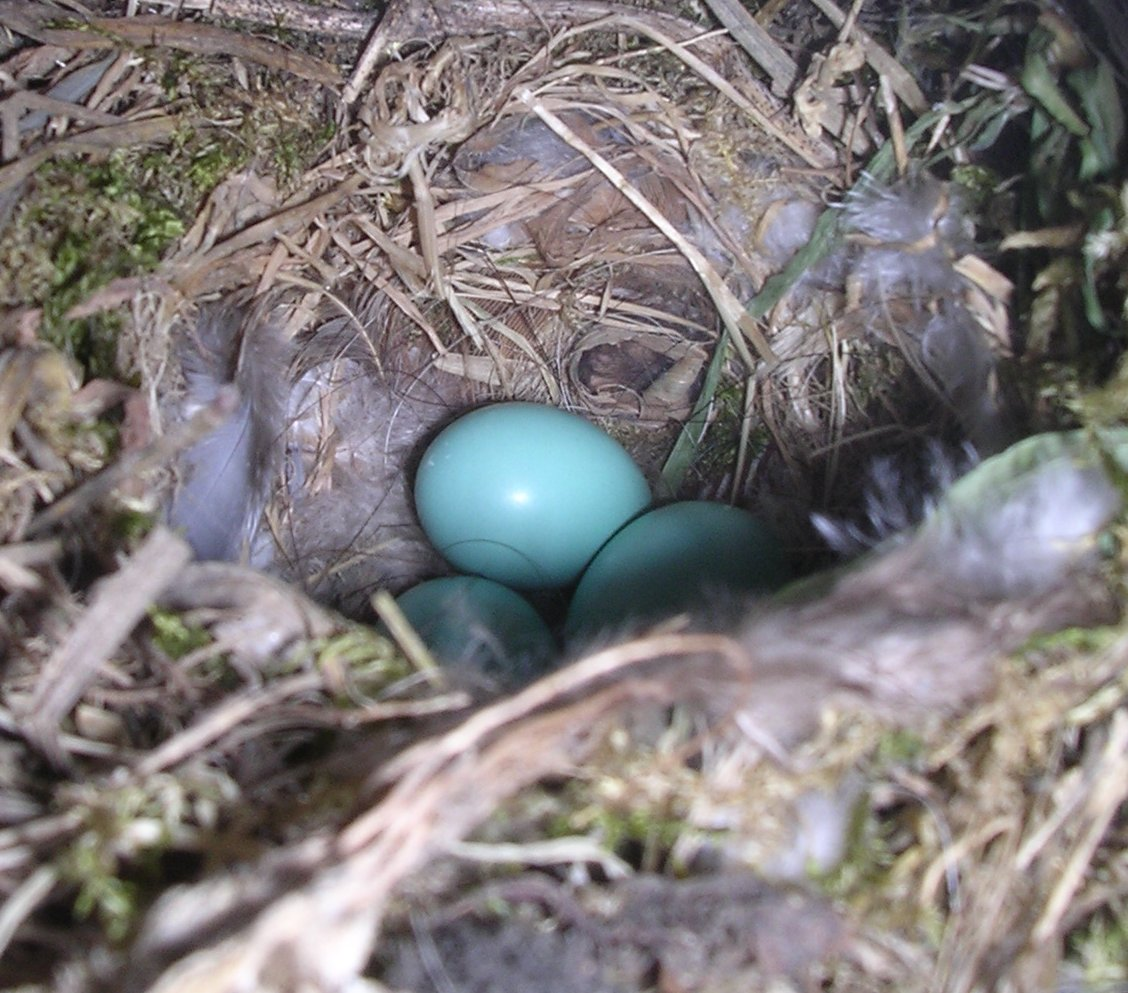
Gelege des Gartenrotschwanzes

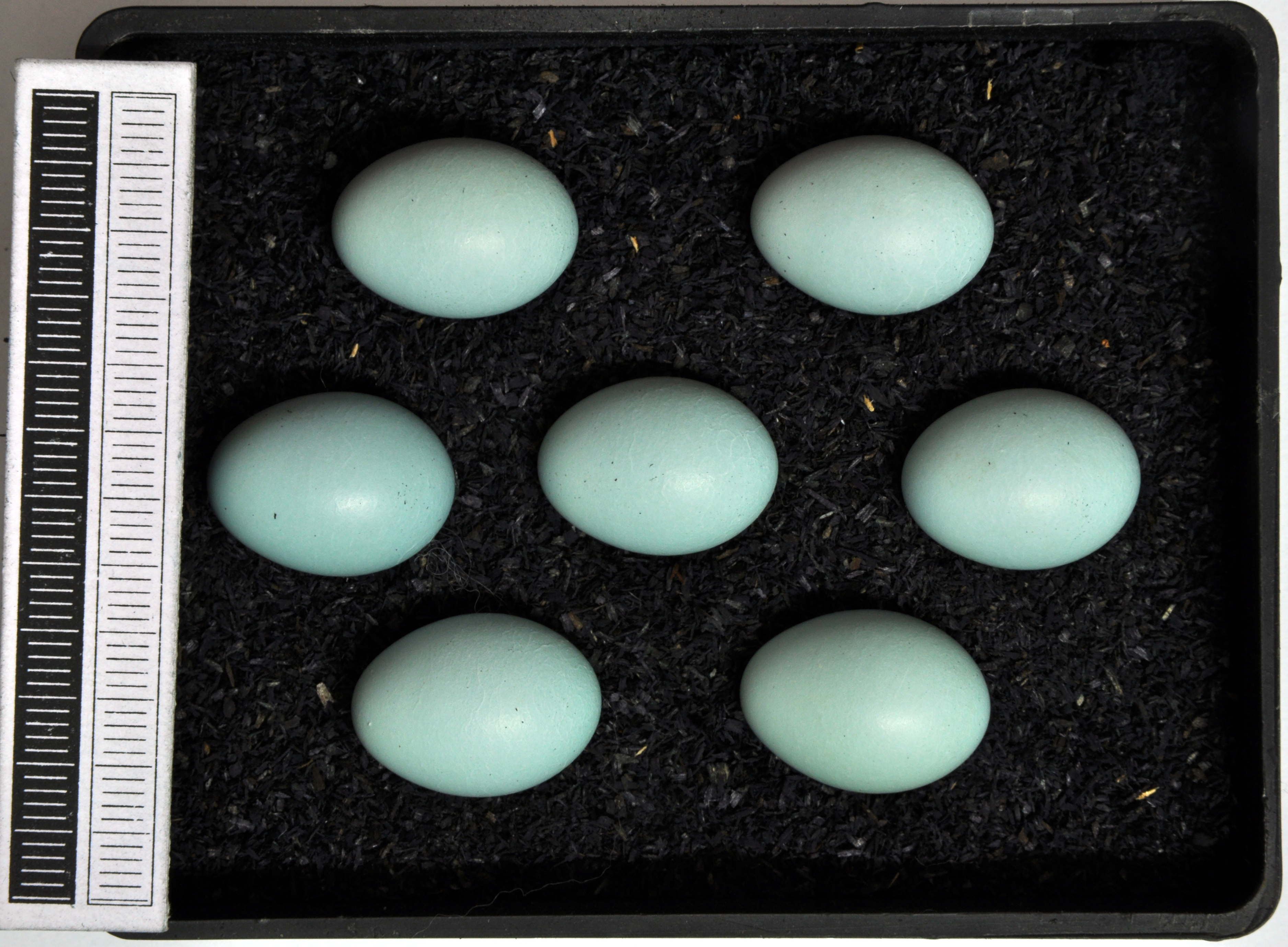
Gelege, Sammlung Museum Wiesbaden

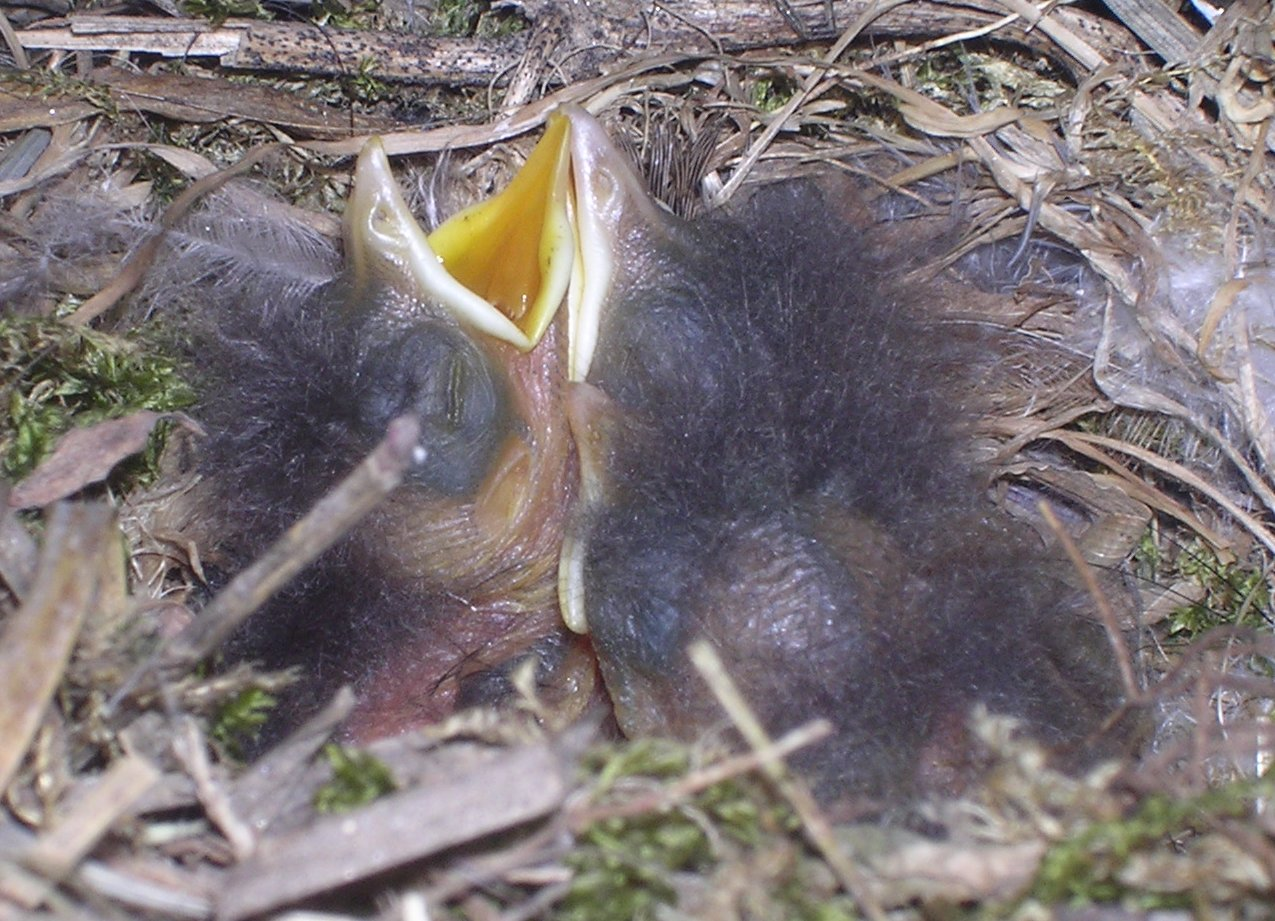
5 Tage alte Jungvögel

Der Gartenrotschwanz legt sein Nest meist in Höhlen oder Nischen an, seltener brütet er frei. Meist nutzt er natürliche Baumhöhlen, Astlöcher oder Spechthöhlen. Das Innere darf aber nicht komplett im Dunkeln liegen, sondern sollte durch schwachen Lichteinfall erhellt sein, etwa durch einen breiten Eingang oder eine zweite Öffnung. Nicht selten brütet die Art auch in Halbhöhlen wie beispielsweise Felsspalten, hohlen Zaunpfählen oder Reisighaufen. Häufig werden Strukturen an Gebäuden wie Bretterverschalungen, Holzstapel oder Mauerlöcher bezogen. Meist findet sich das Nest in einer Höhe von einem bis fünf Metern. Wird es am Boden angelegt, dann meist in oder an schützenden Strukturen wie Wurzelwerk, Erdlöchern oder Steinhaufen. Freistehende Nester finden sich meist im Geäst. In den trockenen Kiefernwäldern Finnlands brütet der Gartenrotschwanz häufig am Boden.
Gartenrotschwänze führen meist eine monogame Saisonehe, es wurden aber auch Fälle von Bigynie festgestellt. Balz und Paarbildung finden am Brutplatz statt. Das etwas früher eintreffende Männchen gründet ein Revier und sucht nach geeigneten Nisthöhlen. Diese werden vom Weibchen inspiziert, das die endgültige Entscheidung trifft.
Das Nest wird fast ausschließlich vom Weibchen gebaut, das 1,5 bis 8 Tage benötigt. Die Größe wird oft vom Volumen der Nisthöhle bestimmt. Es besteht aus einem losen Unterbau aus trockenem Pflanzenmaterial wie Stroh, Gräsern, Moos, Laub oder Kiefernnadeln. Häufig finden sich kleine Beimengungen anderer, gröberer Materialien wie Rinde, kleine Zweige, Flechten oder Weidenkätzchen. Die eigentliche Nistmulde, die 60 bis 65 Millimeter breit und 25 bis 48 Millimeter tief ist, besteht oft aus dem gleichen Material wie der Unterbau, dieses ist aber feiner und wird sorgfältiger verbaut. Sie wird oft mit Federn, Moos, Tierhaaren oder ähnlichem ausgekleidet.
Das Gelege besteht aus 3 bis 9, meist 6 oder 7 Eiern. Befinden sich mehr Eier im Nest, handelt es sich vermutlich um die Gelege zweier Weibchen. Die Eier sind oval, zeigen eine tief grünlich-blaue Färbung und sind matt bis schwach glänzend. Sehr selten findet sich am stumpfen Pol eine schwach rötlich-braune Fleckung. Die Bebrütung dauert 12 bis 14 Tage und beginnt kurz nach der Ablage des letzten Eis. Das Schlüpfen der Jungvögel, vom ersten bis zum letzten, kann länger als einen Tag dauern. Nach durchschnittlich 14 Tagen fliegen die Jungen aus.
In Mitteleuropa findet meist eine Jahresbrut statt. Bei Brutverlust kann es auch noch recht spät zu Ersatzbruten kommen. Der früheste Legebeginn ist Ende April/Anfang Mai, die spätesten Eiablagen wurden in der ersten Julihälfte beobachtet. Die spätesten Ausfliegedaten wurden im August festgestellt.
Umsiedelungen finden häufig nur erzwungenermaßen statt, und neue Reviere werden oft in geringer Entfernung bezogen. Zweit- oder Ersatzbruten finden meist im selben Revier, manchmal sogar am selben Neststandort statt.
Jungvögel wandern nach kurzen Dispersionen schnell in die Winterquartiere ab. Sie werden vermutlich gegen Ende des ersten Lebensjahres geschlechtsreif. Vorjährige Vögel siedeln sich oft in der Nähe des Brutortes an, manchmal jedoch auch in größerer Entfernung.